# زارا (خواننده)
ظریفه پاشائونا مگویان (روسی: Зарифа́ Паша́евна Мгоя́н؛ معروف به زارا (ارمنی: Զառա؛ Зара زادهٔ ۲۶ ژوئیهٔ ۱۹۸۳) خواننده و بازیگر کُرد ایزدی اهل ارمنستان است. وی از سال ۱۹۹۷ میلادی تاکنون مشغول فعالیت بوده است.

## زندگی‌نامه
وی در ۲۶ ژوئیه ۱۹۸۳ در سن پترزبورگ به دنیا آمد و از Russian State Institute of Performing Arts (۲۰۰۴) فارغ‌التحصیل شد. وی همچنین برندهٔ جوایزی همچون هنرمند شایسته فدراسیون روسیه شده است.

## نگارخانه

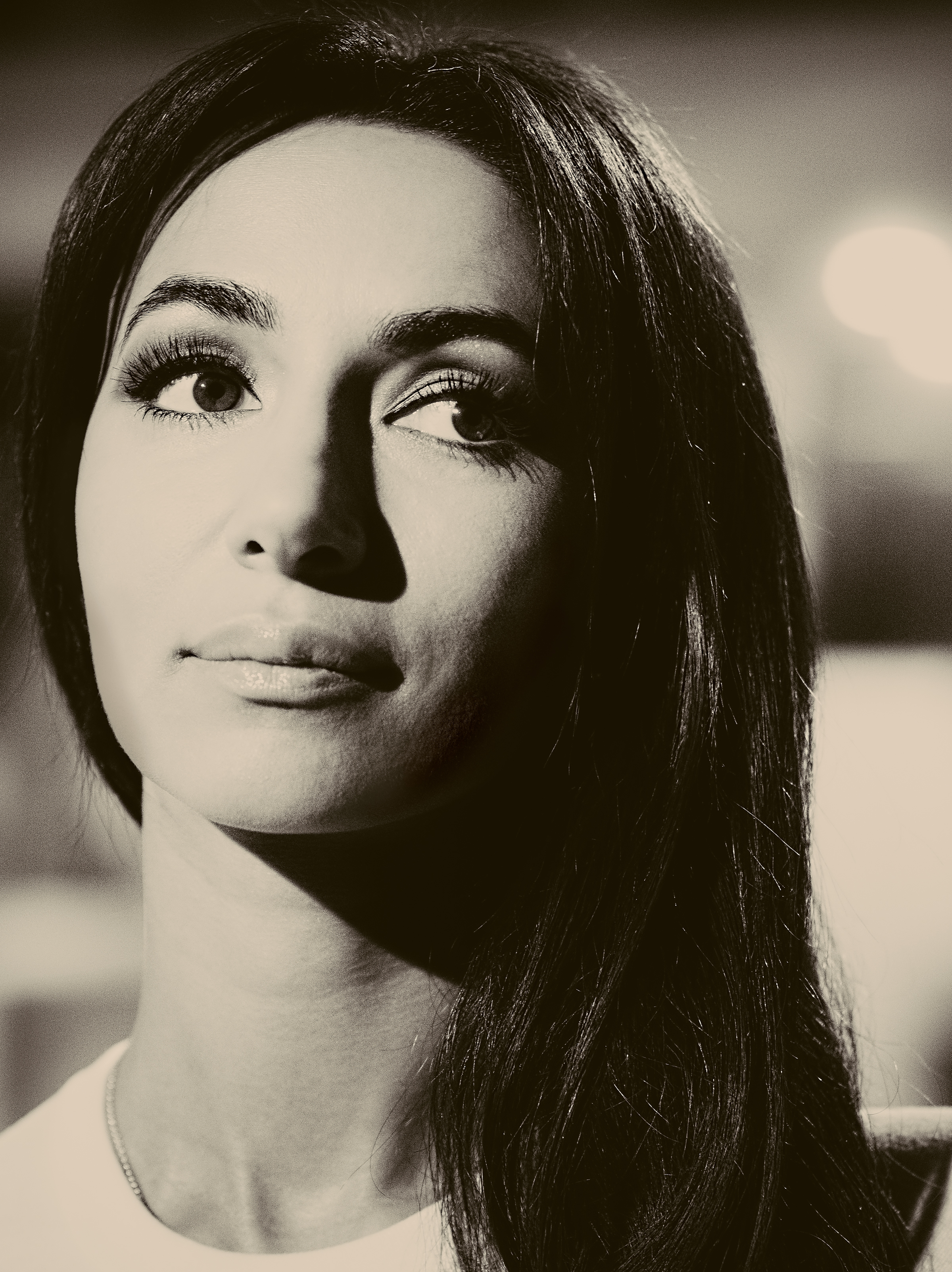